# زیبا و بیکار
زیبا و بیکار (لهستانی: Piękni i bezrobotni) یک مجموعهٔ تلویزیونی کمدی-درام لهستانی است که در سال ۲۰۲۱ منتشر شد.

## گزیدهٔ بازیگران
- روبرت گورسکی
- میکووای چیشلاک
- وویچیخ کالاروس
- آنا کارچمارچیک
- تومیرا کُوالیک